# Baiyankamys
Baiyankamys är ett släkte av gnagare i familjen råttdjur (Muridae) med två arter som lever på Nya Guinea. Arterna är nära släkt med australiska vattenråttor (Hydromys) och de listades fram till 2005 till detta släkte.
Följande arter tillhör släktet:
- Baiyankamys habbema, förekommer i ett mindre bergsområde på västra Nya Guinea.
- Baiyankamys shawmayeri, hittas i bergstrakter på östra Nya Guinea.

Arterna vistas i regioner som ligger 1500 till 3600 meter över havet. De lever nära vattendrag eller i träskmarker och jagar sina byten ofta i vattnet. Hos Baiyankamys shawmayeri lever flera individer tillsammans i underjordiska bon intill vattendrag. Australiska vattenråttor hittas däremot i låglandet.
Dessa gnagare har en mjuk silvergrå päls på ryggen och en svans som är tydlig längre än huvudet och bålen tillsammans. Kroppslängden är 13 till 16 cm och svanslängden 15 till 19 cm. Uppvägda individer var 70 till 90 g tunga. De skiljer sig även genom avvikande detaljer av skallens, tändernas och hanens penis konstruktion från Hydromys.
IUCN listar Baiyankamys habbema med kunskapsbrist (DD) och Baiyankamys shawmayeri som livskraftig (LC).

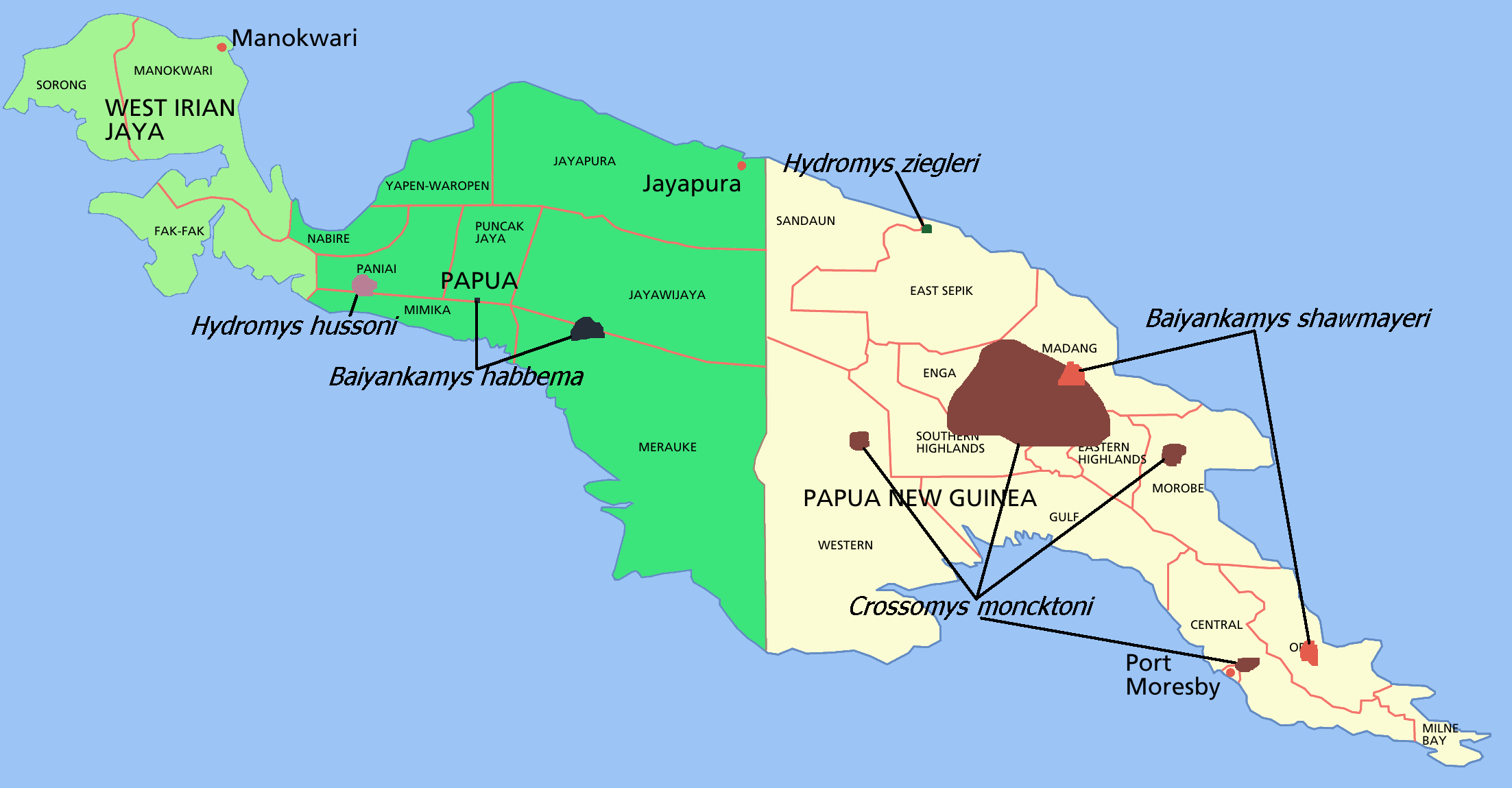
Utbredningsområdet av släktena Baiyankamys, Crossomys och Hydromys på Nya Guinea.